# Camilo Gómez
Pour les articles homonymes, voir Gómez.
Gómez  Archila est un nom espagnol. Le premier nom de famille, en général paternel, est Gómez ; le second, en général maternel, souvent omis, est Archila.
Camilo Andrés Gómez Archila, né à Sogamoso (département de Boyacá) le 5 octobre 1984, est un coureur cycliste colombien des années 2000-2010. Sa victoire la plus importante, il l'obtient, début octobre 2013, en gagnant le 53e Clásico RCN. 

## Repères biographiques
Camilo Gómez découvre le vélo sur les bosses d'une piste improvisée de bicross. Il remporte, à cette époque, neuf médailles dans une compétition de sports scolaires, disputant même les épreuves sur piste. Bien qu'il ait joué au football, au basket ou pratiqué l'athlétisme au collège, le cyclisme a toujours eu sa préférence. Il apparaît dans le paysage cycliste colombien en 2005, en décrochant la médaille de bronze du championnat national junior sur route. En 2011, avec la formation GW Shimano, il obtient une quatrième place dans le Tour du Chili (es) qu'il assortit de deux neuvième place, au Tour de San Luis (es) et au Tour de Colombie. En 2012, il fait partie du projet Coldeportes en intégrant la seconde formation, l'équipe Colombia - Comcel, avec laquelle, il remporte la huitième étape du Clásico RCN. La saison suivante, quelques jours avant la plus grande victoire de sa carrière, il monte sur le podium de la Vuelta a Boyacá. 

### Clásico RCN 2013
La formation Coldeportes - Claro se retrouve amputée de ses deux chefs de file Luis Felipe Laverde et Julián Rodas. Son directeur sportif Carlos Mario Jaramillo indique, alors, qu'il compte sur Camilo Gómez pour jouer une place dans le Top 5 au classement général.
Cependant il n'est pas considéré comme un prétendant à la victoire finale, ce qui lui permet de s'immiscer dans une échappée, lors de la quatrième étape. Fugue qui va se révéler décisive. Le lendemain il se rapproche à trois secondes du maillot jaune après la défaillance du leader. Il s'en empare en terminant deuxième de la sixième étape, où Walter Pedraza ne peut suivre les meilleurs dans l'ascension terminale. Puis il subit les attaques de ses rivaux les plus déterminés, sans leur céder de temps, grâce au travail de ses coéquipiers et ce malgré des moments difficiles comme dans l'ultime ascension de la huitième étape. Le contre-la-montre de clôture ne remet pas en cause l'avance de Gómez qui remporte la 53e édition du Clásico RCN, avec plus de deux minutes d'écart sur son dauphin Óscar Soliz.

### Saison 2014
Il signe dans la formation professionnelle non affiliée à l'UCI, Formesan – Bogotá Humana. Il en devient le leader aux côtés de Félix Cárdenas. Le début de saison le voit s'imposer dans la Vuelta a Antioquia. Mais lors de la dernière étape, disputée en circuit dans la ville de Medellín, Gómez chute. Bien qu'il réintègre le peloton pour terminer la course, l'accident lui provoque une déchirure au ménisque du genou gauche. N'ayant pas cessé son activité, le mal empire et se double d'une tendinite. Ces complications entraînent l'éloignement de toutes compétitions pendant trois mois et Camilo Gómez doit déclarer forfait pour le Tour de Colombie. Il reprend seulement la compétition lors de la  Vuelta a Santander.
Marié et père de deux filles, il progresse lentement mais sûrement. Après sa victoire dans le Clásico RCN 2013, il est décrit, par son directeur sportif, comme un coureur complet, travailleur infatigable et très discipliné. Rafael Antonio Niño, qui l'a eu sous ses ordres, trois ans auparavant, constate ses progrès, qui ne le surprennent pas, pour un coureur qui s'astreint à tant de sacrifices. Son meilleur ami dans le peloton est son coéquipier John Martínez, partenaire de ses sorties d'entraînement. En football, son club de cœur est l'Atlético Nacional. Dans le cyclisme, il a pour idole Lance Armstrong tandis que dans le peloton colombien, il admire Óscar Sevilla et Félix Cárdenas, avec qui, il apprit beaucoup lorsqu'ils étaient équipiers à la GW Shimano. Comme beaucoup de coureurs colombiens, il rêve de signer avec une formation qui lui permette de continuer sa carrière en Europe.

### Fin de carrière cycliste
Le 12 septembre 2018, il se soustrait à un contrôle antidopage. En janvier 2022, la fédération colombienne de cyclisme lui inflige une sanction de quatre ans (alors qu'il n'a plus disputé de compétition depuis 2018).

## Palmarès
| - 2003 - 1re étape du Tour de Colombie espoirs - 2012 - 2e étape de la Vuelta a Cundinamarca - 4e étape de la Vuelta a Boyacá - 8e étape de la Clásico RCN - 3e étape du Tour de Bolivie (contre-la-montre par équipes) - 2013 - Classement général de la Clásico RCN - 3e de la Vuelta a Boyacá | - 2014 - Classement général de la Vuelta a Antioquia - 1re étape du Tour de l'Équateur - 2015 - 7e étape du Tour de Colombie - 3e étape du Clásico RCN |  |

## Classements mondiaux
| Année            | 2007 | 2008 | 2009 | 2010 | 2011 | 2012 | 2013 | 2014 | 2015 | 2016 | 2017 |
| ---------------- | ---- | ---- | ---- | ---- | ---- | ---- | ---- | ---- | ---- | ---- | ---- |
| UCI America Tour | 376e | 204e |      |      | 120e |      | 334e | 443e | 148e | 482e | 453e |